# Chuckie
Клайд Сержио Нарайн (нидерл. Clyde Sergio Narain, более известный как Chuckie; род. 25 июня 1978 года, Парамарибо, Суринам) — нидерландский музыкальный продюсер и диджей суринамского происхождения.

## Биография
Chuckie вырос в Суринаме под влиянием большого числа музыкальных жанров страны. Когда один из его друзей начал работать в качестве диджея, интерес к этой профессии появился и у Chuckie. В тринадцать лет начинающий музыкант начал экспериментировать с ремиксами на дому. Постепенно Chuckie создал свою собственную коллекцию записей. Сначала он играл на вечеринках своих друзей и семьи.
Переезд в Нидерланды меняет кругозор молодого диджея. Здесь он продолжает выступать преимущественно на вечеринках знакомых и друзей, набираясь опыта и формируя собственный стиль.
В 1993 году Chuckie устраивается работать диджеем в голландский ночной клуб Voltage в Гааге. В течение последующих лет он покоряет многих людей своими непревзойденными треками и сетами. Именно в Голландии Клайд прославился под псевдонимом «Chuckie». В своих миксах Чаки умело смешивает различные музыкальные стили, и в результате получается нечто новое, необычное и индивидуальное.
На сегодняшний день Chuckie входит в число лучших диджеев мира по версии многих авторитетных изданий. У него имеется непревзойденная коллекция своих собственных уникальных треков и ремиксов. Этого человека всегда рады видеть в программах крупных фестивалей и различных концертов. Сегодня Chuckie выступает на таких крупных мировых фестивалях как Sensation White, Mysteryland, Dance Valley, Luxurush, Loveland, Innercity, Dirty Dutch и др. Клайд является по истине профессионалом своего дела.